# 레셰크 이바니츠키
레셰크 리샤르트 이바니츠키(폴란드어: Leszek Ryszard Iwanicki, 1959년 8월 12일~)는 폴란드의 축구 선수이다. K리그에서 등록명은 레스를 사용하였다.
타데우시 시비옹테크와 함께 K리그 최초의 폴란드 국적의 외국인 선수이다.
한편, 부족한 수비력 탓인지 8경기 밖에 뛰지 못하여 1989년 시즌 후 고국으로 되돌아갔다.

## 통계

### 국가대표팀
| # | 날짜            | 장소     | 홈 팀  | 최종 결과 | 원정팀   | 대회                | 득점 | 비고 |
| - | --------------- | -------- | ------ | --------- | -------- | ------------------- | ---- | ---- |
| 1 | 1987년 3월 18일 | 리브니크 | 폴란드 | 0 - 0     | 핀란드   | 친선 경기           | -    | 66′  |
| 2 | 1987년 4월 12일 | 그단스크 | 폴란드 | 0 - 0     | 키프로스 | UEFA 유로 1988 예선 | -    | 66′  |